# 结构主义 (生物学)

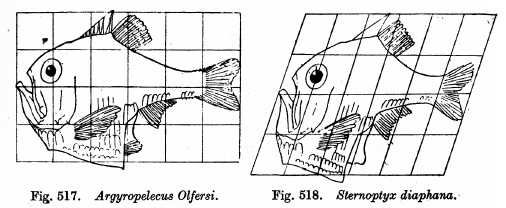
达西·汤普森在《论生长与形态》（On Growth and Form）（1917）中，用20°错切将高银斧鱼的身体形态通过几何变换到褶胸鱼属的转变。他没有讨论发生这种结构变化的演化原因，因此有人怀疑他认同的是活力论。

生物结构主义或过程结构主义是生物学思想流派之一，反对如现代演化综论那样完全用达尔文主义或适应论解释自然选择，而是或多或少纳入物理力量来解释动物身体的演变，有时还暗示这些力量完全取代了选择。
结构主义者提出了可能决定了体型呈现的不同机制。在达尔文之前，艾蒂安·若弗鲁瓦·圣伊莱尔认为，动物间共享的同源部分若是有一部分被扩大，另一部分就会作为补偿被缩小。在达尔文之后，达西·汤普森在1917年的经典著作《论生长与形态》（On Growth and Form）中暗示了活力论，并提供了几何学解释。阿道夫·塞拉赫在埃迪卡拉生物群化石（如狄更逊水母）中发现了可以机械膨胀的“肺”结构。Günter P. Wagner认为，发育存在偏向性，胚胎发育存在结构限制。斯图亚特·考夫曼赞成自组织，认为复杂结构由生物体所有部分的动态中整全、自发地涌现出来。Michael Denton认为，柏拉图式普遍性或所谓“类型”是自组织的形式规律。史蒂芬·古尔德和理查德·陆文顿提到了“附特征”（Spandrel），即在适应附近结构的过程中产生的特征或器官。Gerd B. Müller和Stuart A. Newman认为，寒武纪大爆发中出现了大多数现存门的化石记录，是物理因素引发的“前孟德尔”演化。Wagner描述为“演化生物学的边缘”的布莱恩·古德温不认为生物复杂性可归结为自然选择，认为模式生成源于形态形成场。
达尔文主义生物学家反对结构主义，强调有大量证据表明自然选择有效；且从深度同源性来看，基因在整个生命史上都参与了对生物体的塑造。他们也接受细胞膜等结构的自组织，但否认自组织推动大规模演化的能力。

19世纪以来，由于许多科学家最初反对自然选择，人们提出了达尔文主义的多种代替来解释演化。其中许多理论，如结构或发育方面的限制，导致了某种形式的定向演化，如神导演化论（蓝色虚线箭头）。这些理论很大程度上已经被20世纪初的遗传学现代演化综论和自然选择理论（橙色虚线箭头）所否定。